# Advance Australia Fair
Advance Australia Fair er Australiens officielle nationalsang. Den bruges på samme vis som danskerne bruger deres nationalsang – Der er et yndigt land – til højtideligheder og store sportsbegivenheder. Den blev valgt efter en folkeafstemning i 1977 hvor alternativerne var Waltzing Matilda, Song of Australia og Australiens daværende nationalsang, God Save the Queen. God Save the Queen benyttes stadig ved begivenheder med kongelig deltagelse. Udover den officielle nationalsang anvendes Banjo Pattersons Waltzing Matilda ofte som uofficiel nationalsang. Sangen er skrevet af den skotskfødte komponist Peter Dodds McCormick.

## Tekster
Teksterne til "Advance Australia Fair" på engelsk blev officielt taget i brug i 1984:
Vers 1
Australians all let us rejoice,
For we are one and free;
We've golden soil and wealth for toil;
Our home is girt by sea;
Our land abounds in nature's gifts
Of beauty rich and rare;
In history's page, let every stage
Advance Australia Fair.
Omkvæd:
In joyful strains then let us sing,
"Advance Australia Fair."
Vers 2
Beneath our radiant Southern Cross
We'll toil with hearts and hands;
To make this Commonwealth of ours
Renowned of all the lands;
For those who've come across the seas
We've boundless plains to share;
With courage let us all combine
To Advance Australia Fair.
Omkvæd:
In joyful strains then let us sing,
"Advance Australia Fair."

## Eksterne links
- Wikisource har kildemateriale til denne artikel

- Tekster på den officielle regeringshjemmeside (engelsk)